# Силы аль-Хаджа Радвана
Силы аль-Хаджа Радвана (араб. فوج الحاج رضوان‎ Фавдж аль-Хадж Радван, дословно — «Полк аль-Хаджа Радвана», также пишется как Редван, Ридван или Радуан) — подразделение сил специальных операций «Хезболлы». Основная миссия — проникнуть на территорию Израиля, уделяя особое внимание Галилее и северному Израилю. Наряду с фактическим вторжением в Галилею, силам Радвана поручено проводить разведку и разведывательные операции против израильских целей с помощью беспилотных летательных аппаратов.

## История
С 1990-х годов Хезболла обучала бойцов спецподразделения, которые сегодня являются частью подразделения «Радван». Они имеют особый опыт в рейдах и тактике небольших подразделений и, по словам Хезболлы, совершают засады, убийства или операции, требующие глубокого проникновения.
Подразделение, созданное в 2008 году, служит организационной и оперативной основой для специализированных подразделений Хезболлы. Согласно нескольким источникам, участие в гражданской войне в Сирии предоставило Хезболле в целом и силам Радвана в частности значительный боевой опыт и координацию боевых действий в более широком масштабе. По словам израильского исследователя Димы Адамски, сотрудничество с передовыми регулярными вооруженными силами в Сирии позволило силам Радвана перейти от передовой пехоты к отряду коммандос, способному добиться значительных оперативных и стратегических результатов в войне против Израиля.
Предшественник сил Радвана был известен как подразделение вмешательства. Это было старое органическое подразделение, которое было частью боевого аппарата Хезболлы. Они функционировали как специальные наступательные силы, которым было поручено оказывать помощь территориальным подразделениям Хезболлы. подразделением вмешательства командовал Хайтам Али Табатабаи.

## Вооружение
По словам Таля Беери, силы Радвана имеют доступ ко всему оружию в арсенале Хезболлы, которое может иметь отношение к её операциям, включая все виды оружия, относящиеся к пехоте и коммандос, доступные на рынке вооружений. Также используются боевые принадлежности, в том числе западного и российского происхождения.
Радван использует небольшие, высокомобильные подразделения на мотоциклах, квадроциклах и легких вездеходах, оснащенных ПТРК «Корнет» российского производства.

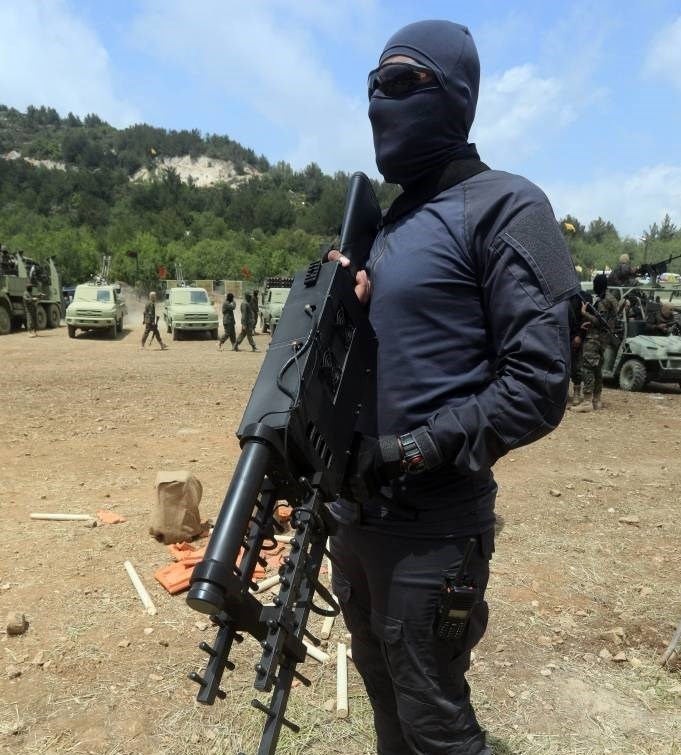
Боевик группировки